# 1,2,4-Trinitrobenzen
1,2,4-Trinitrobenzen – organiczny związek chemiczny z grupy nitrozwiązków, trinitrowa pochodna benzenu. Ma dwa izomery podstawienia: 1,3,5-trinitrobenzen i 1,2,3-trinitrobenzen.
Można go otrzymać w wyniku utleniania 2,4-dinitrofenylohydroksyloaminy za pomocą dymiącego kwasu azotowego lub w reakcji 2,4-dinitrochlorobenzenu z KNO
2.
Badania krystalograficzne ujawniły, że grupa nitrowa w pozycji 1 jest ustawiona praktycznie pod kątem prostym do płaszczyzny pierścienia (kąt torsyjny ~85°), grupa w pozycji 2 położona jest w płaszczyźnie pierścienia (kąt torsyjny ~8°), a grupa w pozycji 4 jest skręcona o ok. 25°.